# Clyst Honiton
Clyst Honiton eller Honiton Clyst är en by och en civil parish i East Devon i Storbritannien. Den ligger i grevskapet Devon och riksdelen England, i den södra delen av landet, 250 km väster om huvudstaden London. Orten har 295 invånare (2001).